# 平野宏
平野宏（日语：／ Hirano Hiroshi */?，1937年5月20日—2020年9月13日），日本企业家。曾任中部饲料公司董事长。

## 生平
愛知縣出身。1962年慶應義塾大學商学部毕业后进入中部饲料公司工作。1967年任岡山工厂厂长。1971年任销售部长。1974年9月任代表董事兼副总经理。1979年4月升任总经理。2012年获旭日双光章。2015年6月就任董事长。期间于2017年11月至2019年6月兼任总经理。2004年5月至2006年5月、2017年11月至2019年9月两度担任日本飼料工业会会长。2020年9月13日因胰腺癌在名古屋市逝世。